# Kevin Genaro
Kevin Luis Genaro (Córdoba, Argentina, 12 de febrero de 1992) es un futbolista argentino. Juega de delantero. Actualmente juega en África United.

## Clubes
| Club                 | País      | Año       |
| -------------------- | --------- | --------- |
| Real Madrid Castilla | España    | 2012-2013 |
| Atlético Sanluqueño  | España    | 2013-2014 |
| General Paz Juniors  | Argentina | 2014      |
| General Belgrano     | Argentina | 2015      |
| Zulia                | Venezuela | 2016      |
| Deportivo Roca       | Argentina | 2016      |
| All Boys Santa Rosa  | Argentina | 2017      |
| Patriotas Boyacá     | Colombia  | 2017      |